# Belle-Anse (ort)
Belle-Anse är en ort i Haiti.   Den ligger i departementet Sud-Est, i den södra delen av landet, 40 km sydost om huvudstaden Port-au-Prince. Belle-Anse ligger 7 meter över havet och antalet invånare är 2 611.
Terrängen runt Belle-Anse är varierad. Havet är nära Belle-Anse söderut.  Det finns inga andra samhällen i närheten. 